# Les Fleurs
"Les Fleurs" is een lied uit 1968. Het werd uitgebracht op het album 'Maiden Voyage' van Ramsey Lewis.
Minnie Riperton nam het nummer, geschreven door haar echtgenoot Richard Rudolph samen met Charles Stepney, ook op voor haar solodebuutalbum 'Come to my Garden' - met bovengenoemde Ramsey Lewis op piano - in november 1969 en dat in 1970 werd uitgebracht. Het basisthema waarop deze uitvoering gebouwd is lijkt overeen te komen met het basisthema van het nummer "Can't Find My Way Home" van Blind Faith dat eerder in 1969 werd opgenomen en in augustus van 1969 werd uitgebracht. "Can't Find My Way Home" is geschreven door Steve Winwood.
In 1983 werd een cover van "Les Fleur" uitgebracht op het gelijknamige album van de al eerder genoemde Ramsey Lewis.
In 2001 werd opnieuw een cover van "Les Fleurs" gemaakt door 4 Hero met Carina Andersson als zangeres en "Les Fleur" genoemd. Niet duidelijk is of de letter 's' met opzet ontbreekt. In 2005 werd deze coverversie gebruikt in een reclame voor Baileys.